# Hassle-Bösarps socken
Hassle-Bösarps socken i Skåne ingick i Vemmenhögs härad, uppgick 1952 i Skurups köping och området  Skurups kommun, från 2016 inom Skurups distrikt.
Socknens areal var 3,68 kvadratkilometer varav 3,65 land. År 1991 fanns här 75 invånare. Kyrkbyn Hassle-Bösarp med sockenkyrkan Hassle-Bösarps kyrka ligger i socknen. 

## Administrativ historik
Socknen har medeltida ursprung. 
Vid kommunreformen 1862 övergick socknens ansvar för de kyrkliga frågorna till Hassle-Bösarps församling och för de borgerliga frågorna bildades Hassle-Bösarps landskommun. Landskommunen uppgick 1952 i Skurups köping och socknens jordregister upphörde och övergick i köpingen fastighetsregister. Köpingen ombildades 1971 till Skurups kommun. Församlingen uppgick 1995 i Skurups församling. 
1 januari 2016 inrättades distriktet Skurup, med samma omfattning som Skurups församling hade 1999/2000 och fick 1995, och vari detta sockenområde ingår.
Socknen har tillhört län, fögderier, tingslag och domsagor enligt vad som beskrivs i artikeln Vemmenhögs härad. De indelta soldaterna tillhörde Södra skånska infanteriregementet, Vemmenhögs kompani.

## Geografi
Hassle-Bösarps socken ligger väster om Ystad med Dybäcksån i sydväst. Socknen är en odlad mjukt kuperad slättbygd.

## Fornlämningar
Från stenåldern är tre boplatser funna. Från bronsåldern finns en gravhög. Offerfynd från järnåldern har påträffats i en mosse norr om kyrkan. 

## Namnet
Namnet skrevs 1456 Haslä, cirka 1530 Hasle-Bösserup och kommer från kyrkbyn. Efterleden innehåller torp, 'nybygge'. Mellanleden innehåller mansnamnet Bösi. Förleden innehåller hassle, 'hassel'.